# طائرة

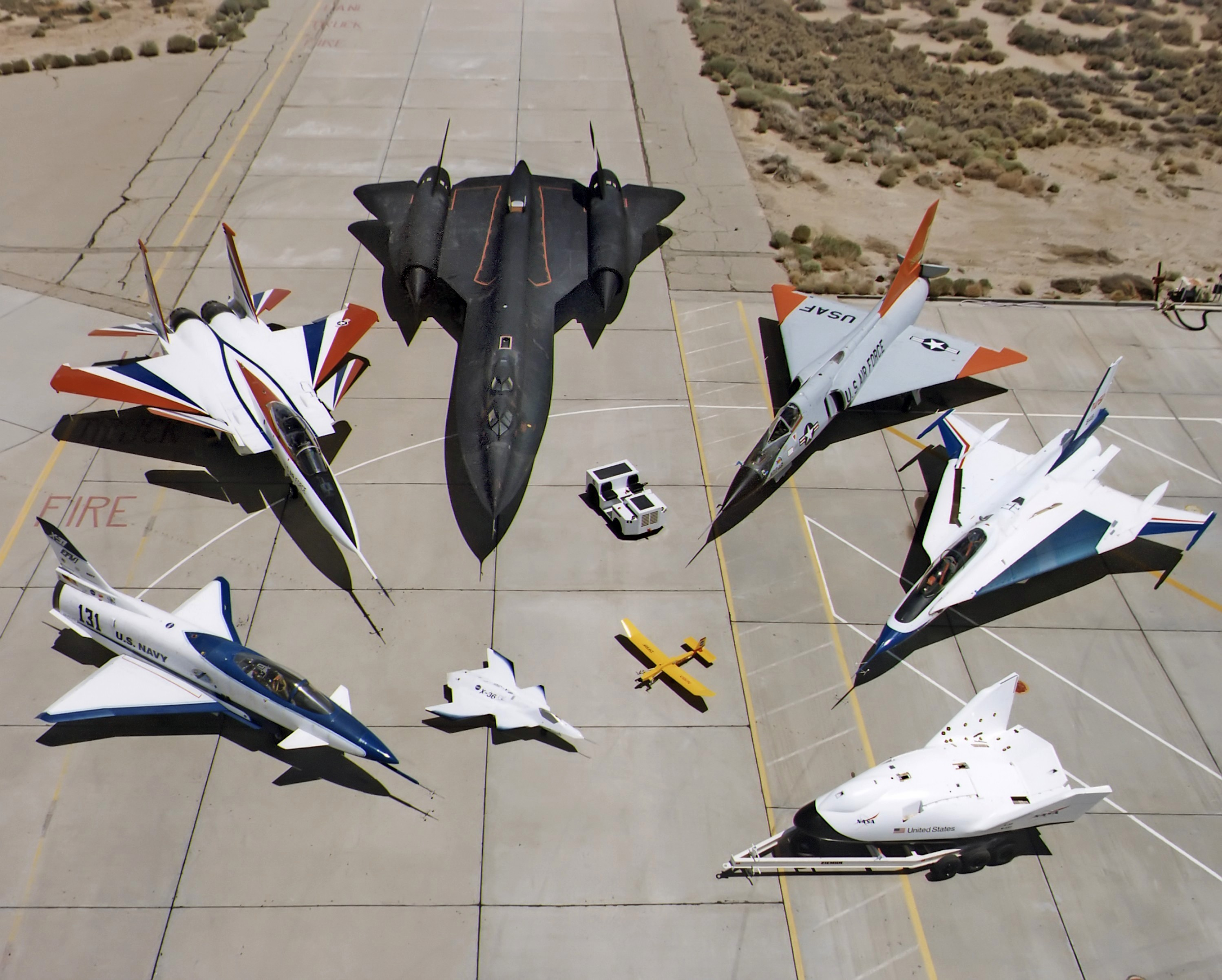
طائرات اختبار لناسا

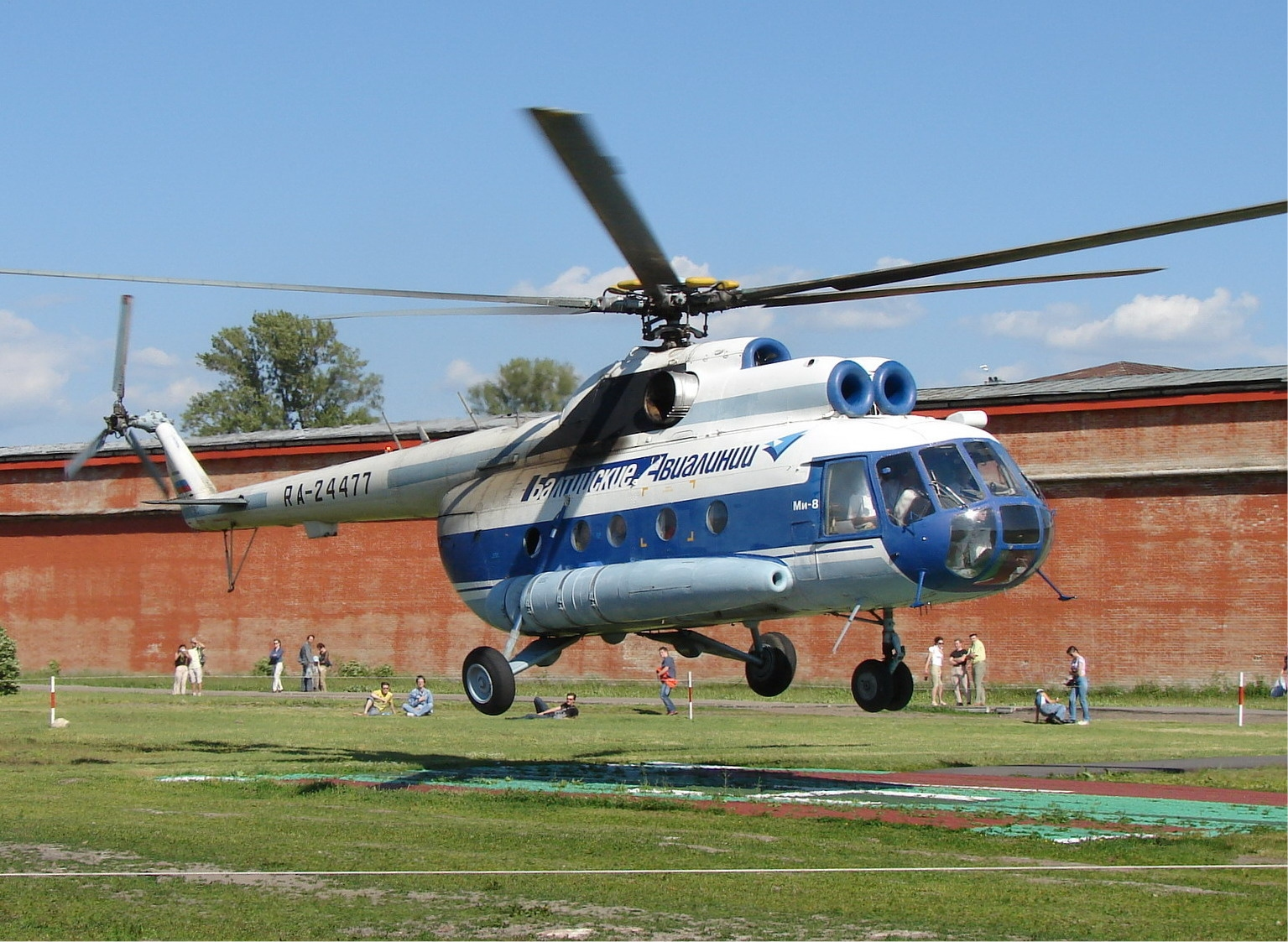
طائرةMil Mi-8 أكثر طائرة مروحية أُنتِجت

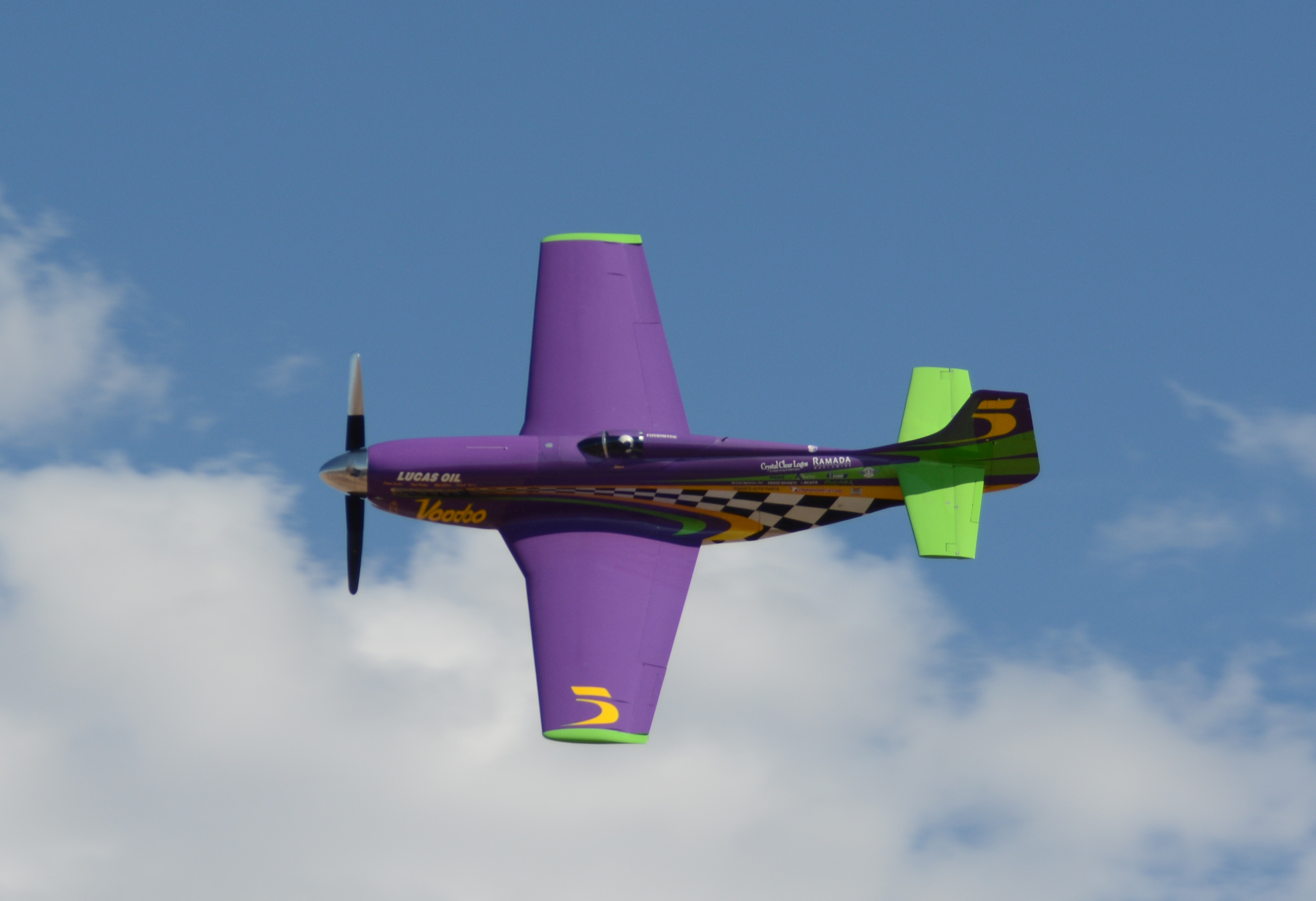
فودو p51 طائرة موستانغ معدلة 2014

الطائرة (الجمع: طَائِرَات) هي مركبة جوية أثقل من الهواء، وهي من وسائل النقل الجوي. تحلق إما شراعياً أو بمحرك واحد أو بعدة محركات، تستطيع الطيران في الهواء اعتماداً على قوة الرفع المتولدة على أجنحتها، أو عن طريق قوة سحب الهواء.
بعض الطائرات يتم التحكم بها إلكترونياً عن بعد وتسمى بطائرات التحكم عن بعد، والأغلبية يتم التحكم بها بواسطة طاقم أفراد كان قديماً مكون من أربع أشخاص القائد والمساعد والملاح ومهندس ميكانيكي ومع التقدم التكنولوجي تم الإستغناء عن الملاح ومهندس الميكانيكي ليقتصر الفريق المتحكم في الطائرة علي فردين القائد والمساعد، والقائد فقط في الطائرات الصغيرة.
يمكن تصنيف الطائرات طبقا لمعايير متعددة مثل نوع قوة الرفع، نظام الدفع، الاستخدام...إلخ.

## الخلفية

### في السابق
تتداول العديد من قصص العصور القديمة الحديث عن الطيران، مثل أسطورة إيكاروس ودايدالوس الإغريقية، وأيضًا أسطورة فيمانا التي وردت ضمن شعر الملاحم الهندية القديمة. في حوالي 400 قبل الميلاد في اليونان القديمة، اشتهر أرخيتاس بتصميم وبناء أول جهاز طيران اصطناعي ذاتي الدفع، وهو نموذج على شكل طائر تدفعه نفاثة غالبًا من البخار، والذي قيل بأنه تمكن من الطيران لحوالي 200 متر (660 قدمًا). ربما تم توقيف هذه الآلة في أثناء طيرانها.
اقتصرت المحاولات الأولى المسجلة على استخدام الطائرات الشراعية المنزلقة، التي قام بها الشاعر الأندلسي والعربي عباس بن فرناس في القرن التاسع والراهب الإنجليزي إيلمر من مالمسبري في القرن الحادي عشر؛ أُصيب كلاهما أثناء الرحلة. بحث ليوناردو دافنشي في تصميم أجنحة الطيور وصمم طائرة تعمل بالطاقة البشرية تحدث عنها في كتابه سِفر طيران الطيور (عام 1502)، مشيرًا إلى التمييز بين مركز الكتلة ومركز ضغط الطيور الطائرة للمرة الأولى.
في عام 1799، وضع جورج كايلي مفهوم الطائرة الحديثة كآلة طيران ثابتة الجناحين مع أنظمة منفصلة للرفع والدفع والتحكم. قام كايلي بتصميم نماذج من الطائرات ثابتة الجناحين وتطييرها في وقت مبكر من عام 1803، وأيضًا قام بنجاح بصنع طائرة شراعية منزلقة لحمل الركاب في عام 1853. في عام 1856، قام الفرنسي جان ماري لو بريس بأول رحلة على الشاطئ على طيارة تعمل بالطاقة، من خلال جر طائرته الشراعية «لاباتروس أرتيفيسيه» باستخدام حصان. ثم قام الروسي ألكسندر مويسكي أيضًا ببعض التصميمات المبتكرة أيضًا. في عام 1883، قام الأمريكي جون جيه مونتغمري برحلة خاضعة للرقابة في طائرة شراعية منزلقة. من بين الطيارين الآخرين الذين قاموا برحلات مماثلة في ذلك الوقت: أوتو ليلينتال وبيرسي بيلشر وأوكتاف تشانوت.
قام السير هيرام مكسيم ببناء مركبة تزن 3.5 طن مع جناحين بطول 110 أقدام (34 مترًا) تعمل بمحركين بخاريين بقوة 360 حصانًا (270 كيلو واط) تحركها مراوح. في عام 1894، تم اختبار آلته بالقضبان العلوية لمنعها من الارتفاع. أظهر الاختبار أن لديها ما يكفي من القوة للإقلاع. لم يكن من الممكن السيطرة على المركبة، ومن المفترض أن مكسيم قد أدرك ذلك لأنه تخلى لاحقًا عن العمل عليها.
بين عامي 1867 و 1896، طور الرائد الألماني للطيران البشري أوتو ليلينتال رحلة أثقل من الطيران. كان أول شخص يقوم برحلات طيران شراعية موثقة جيدًا ومتكررة وأيضًا ناجحة. أدى عمل ليلينتال إلى تطوير مفهوم الجناح الحديث إذ يُنظر إلى محاولات طيرانه في عام 1891 على أنها البداية للرحلة البشرية، وتُعتبر طائرة «ليلينتيال نورمالسيغيلابارات» بأنها الأولى ضمن سلسلة الإنتاج، إذ كان عمله مصدر إلهام كبير للأخوين رايت.
في تسعينيات القرن التاسع عشر، أجرى لورانس هارغريف بحثًا عن هياكل الأجنحة وطور طائرة دوارة صندوقية تستطيع رفع وزن رجل. تم اعتماد تصميمات طائراته الدوارة على نطاق واسع. على الرغم من أنه قد طور أيضًا نوعًا من محركات الطائرات الدوارة، إلا أنه لم يصنع طائرة ثابتة الجناحين تعمل بالطاقة.

## تاريخ الطيران
يرجع تاريخ الطيران لعدة قرون مضت ولكن القرن التاسع عشر يعدّ البداية لأول رحلة طيران ناجحة وآمنه وتمت بواسطة المنطاد الهوائي وفي الفترة من الحرب العالمية الأولى إلى الثانية وما بعدها حدث تطور تكنولوجي أدى لظهور الطائرات ذات محركات الدفع واستمر التطور حتى يومنا هذا.
و يمكن تقسيم تاريخ الطيران إلي خمس حقب:

•رواد الطيران: من بداية التجارب الأولى وحتى عام 1934.
•الحرب العالمية الأولى: من 1914 إلى 1918.
•الطيران بين الحربين العالميتين: من 1918 إلى 1939.
•الحرب العالمية الثانية: من 1939 إلى 1945.
• ما بعد الحرب: وتسمى أيضا بحقبة الطائرات النفاثة، من 1945 وحتى يومنا هذا.
طرق الرفع (التحليق)
• البالونات الأخف من الهواء:

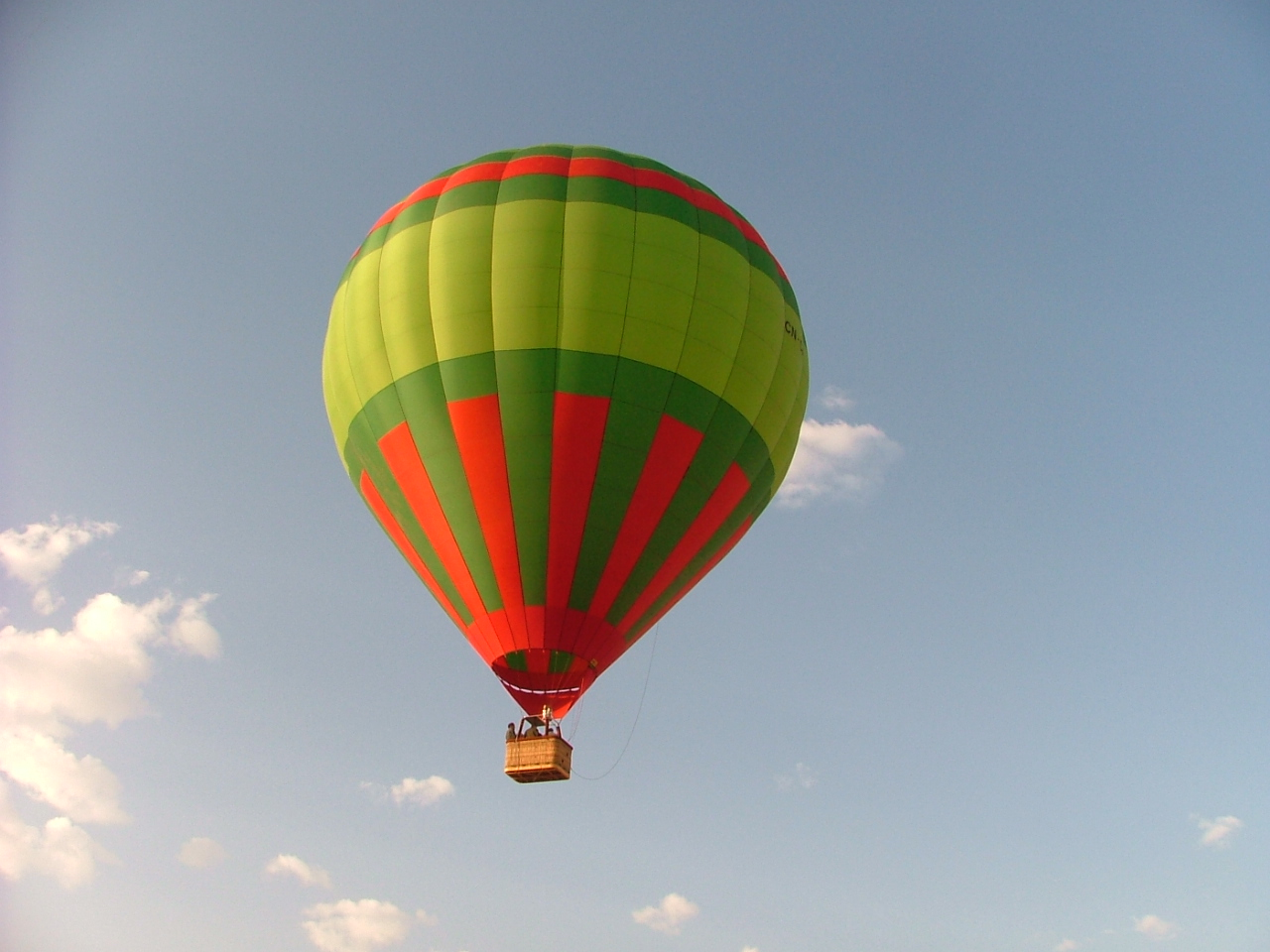
منطاد هواء ساخن

تستخدم المناطيد مبدأ الطفو لكي تطفوا في الهواء بنفس الطريقة_المبدأ_ الذي تطفوا به السفن على الماء.
و تعتمد على استخدام بالون أو عدة بالونات كبيرة الحجم مملوء بغاز كثافته منخفضة بالنسبة للهواء _ كي يساعدها على التحليق اعتمادا على فرق الكثافات_ مثل الهليوم [الأكثر انتشارا] أو الهيدروجين [خطير لسرعة اشتعاله] أو الهواء الساخن [أثقل من الهليوم].
ويتساوى وزن حجم الهواء المزاح بواسطة المنطاد مع وزن المنطاد الكلي [وزن الغاز الذي يحتويه + وزن الأجزاء الثابتة من مكونات المنطاد + أي حمولات على متن المنطاد].
تُسمى البالونات الهوائية الصغيرة بفوانيس السماء ويرجع ذلك للقرن الثالث ق.م وتعتبر النوع الثاني من الطائرات التي نجحت بعد الطائرات الورقية.
و يطلق مصطلح سفينة هواء علي المناطيد القابلة للتحكم وتكون ذات أجنحة ثابته وتعمل بمحرك.
•الطائرات الأثقل من الهواء

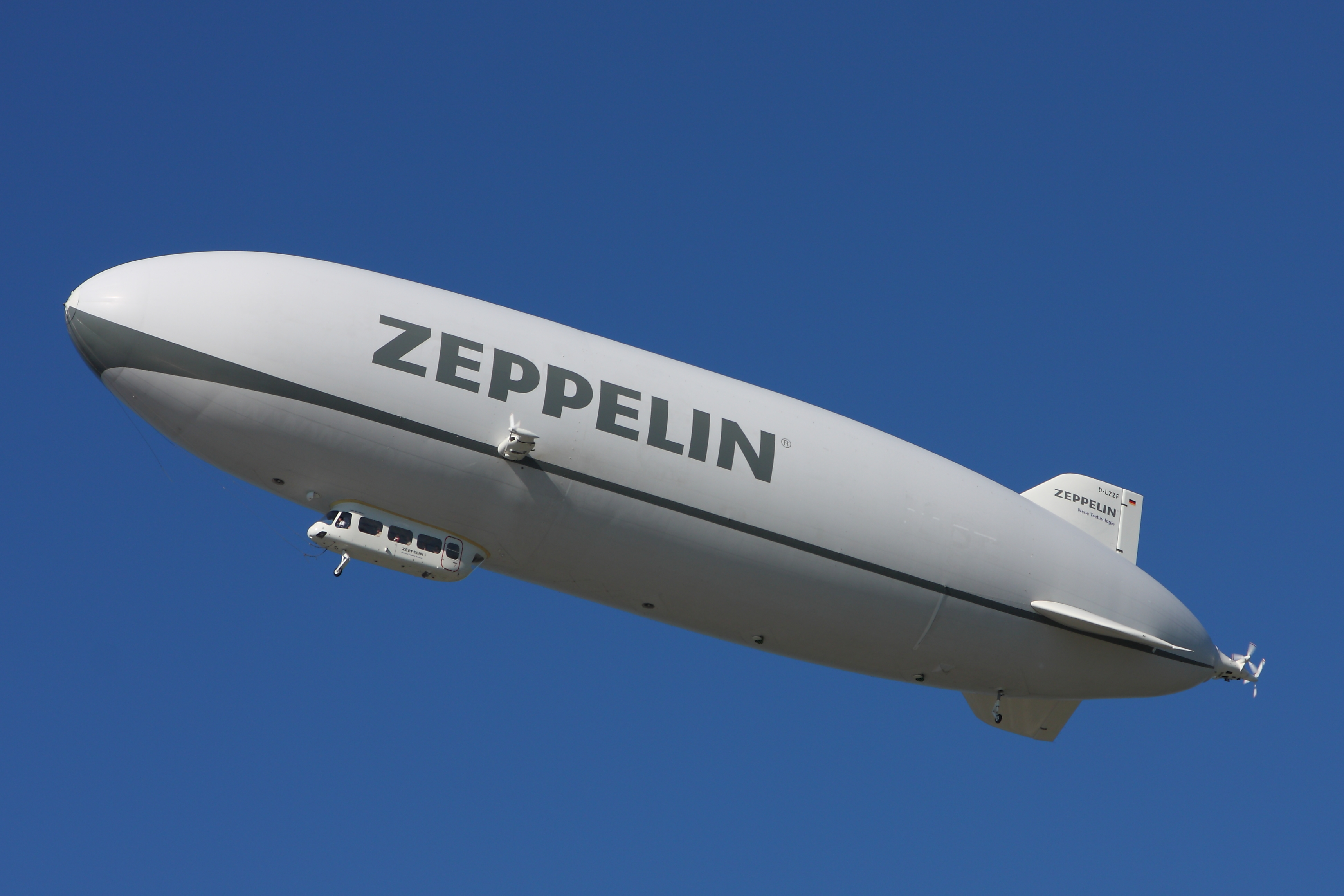
سفينة هواء

هذا النوع من الطائرات يجب أن يستخدم وسيلة لدفع هواء أو غاز في الاتجاه المعاكس لاتجاه الحركة
كي تحصل على قوة دفع تمكنها من التحرك والتحليق -طبقا لقانون نيوتن الثالث-.
وتقسم حركة الطائرة لجزئين:
• حركة أمامية ناتجة عن قوة دفع المحرك.
• الارتفاع لأعلى نتيجة تصميم الأجنحة -التي تكون ثابتة عادة-، و تُسمى بالرفع الهوائي (aerodynamic lift) وتكون ثابتة في معظم الطائرات ما عدا الحوامات (Helicopters) تستخدم ريش دواره تعمل على استخدام طاقة المحرك في التحليق.
أغلب الطائرات تحتاج أن تسير مسافة معينة بسرعة معينة حتي تحقق فرق الضغط اللازم علي الأجنحة للإقلاع ولكن هناك بعض الطائرات الحربية تحلق بشكل رأسي عن طريق استخدام طاقة الغازات الخارجة من المحرك وتوجيهها لأسفل فتحصل على رد فعل لأعلى يمكنها من الارتفاع وتسمى هذه الطريقة powered lift، ومثال على ذلك طائرة Harrier Jump Jet كما في مقطع الفيديو التالي.
الإقلاع الرأسي ل Harrier Jump Jet
تعريف جناح الطائرة وطريقة عمله:

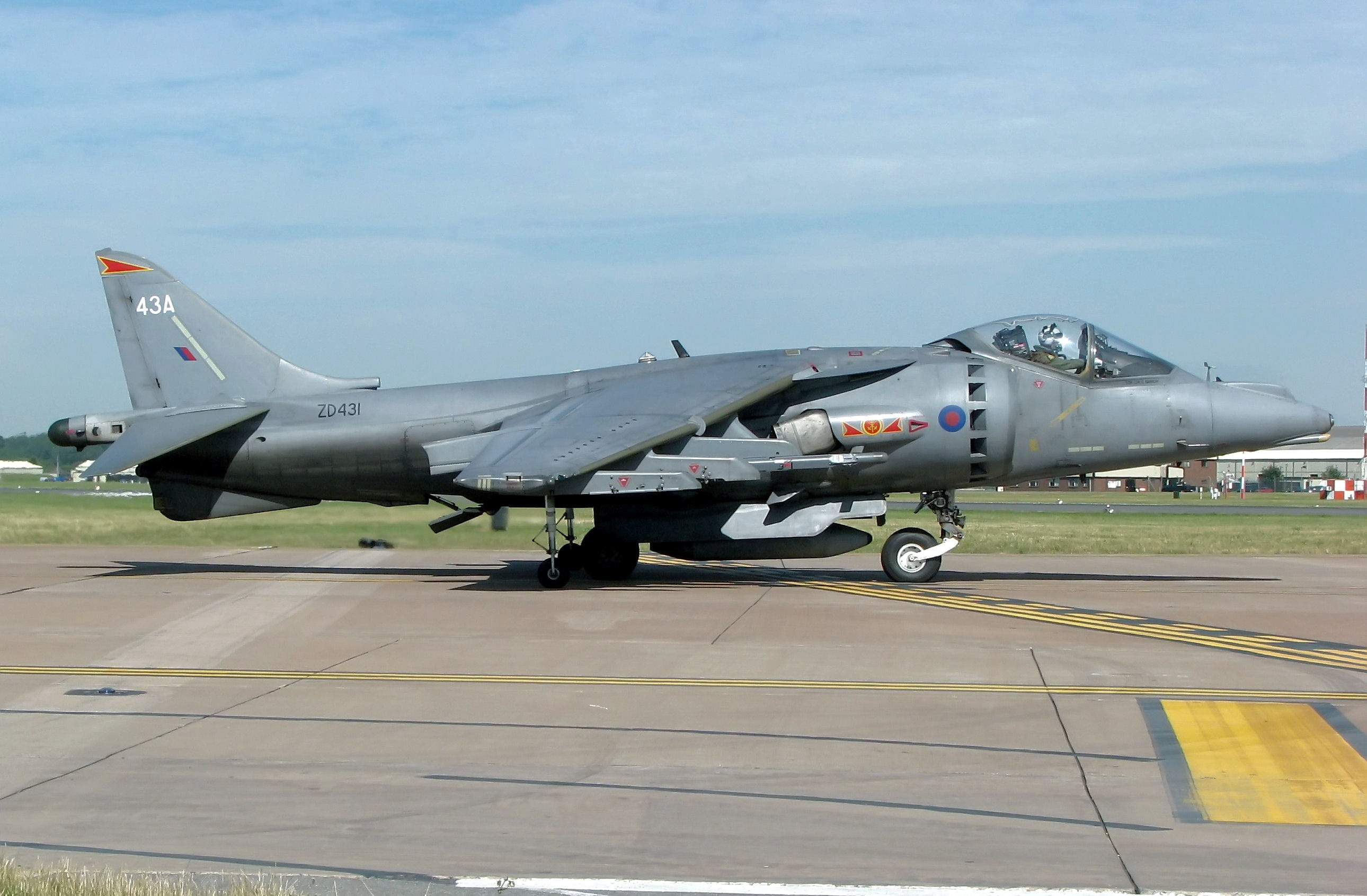
Harrier Jump Jet

الجناح عبارة عن سطح أفقي مستوي له شكل ومساحة مقطع انسيابي، ولكي تحدث عملية التحليق يجب أن تكون سرعة الهواء أعلى الجناح أكبر من أسفله، حيث تتولد منطقة ضغط منخفض أعلى الجناح ومنطقة ضغط مرتفع أسفله، فترتفع الطائرة نتيجة فرق الضغط على الأجنحة (aerodynamic lift).
•الطائرات ثابتة الأجنحة
تعتمد الطائرة ثابتة الأجنحة على سرعتها لخلق فرق ضغط على الأجنحة يمكنها من التحليق، وتعتبر الطائرة الورقية أول طائرة ذات أجنحة وتعتمد على سرعة الرياح المواجهة لها في خلق فرق الضغط عليها. واخترعت في الصين منذ حوالي 500 سنة قبل الميلاد، وكانت تستخدم في التجارب والأبحاث قبل تواجد أنظمة المحاكاة.

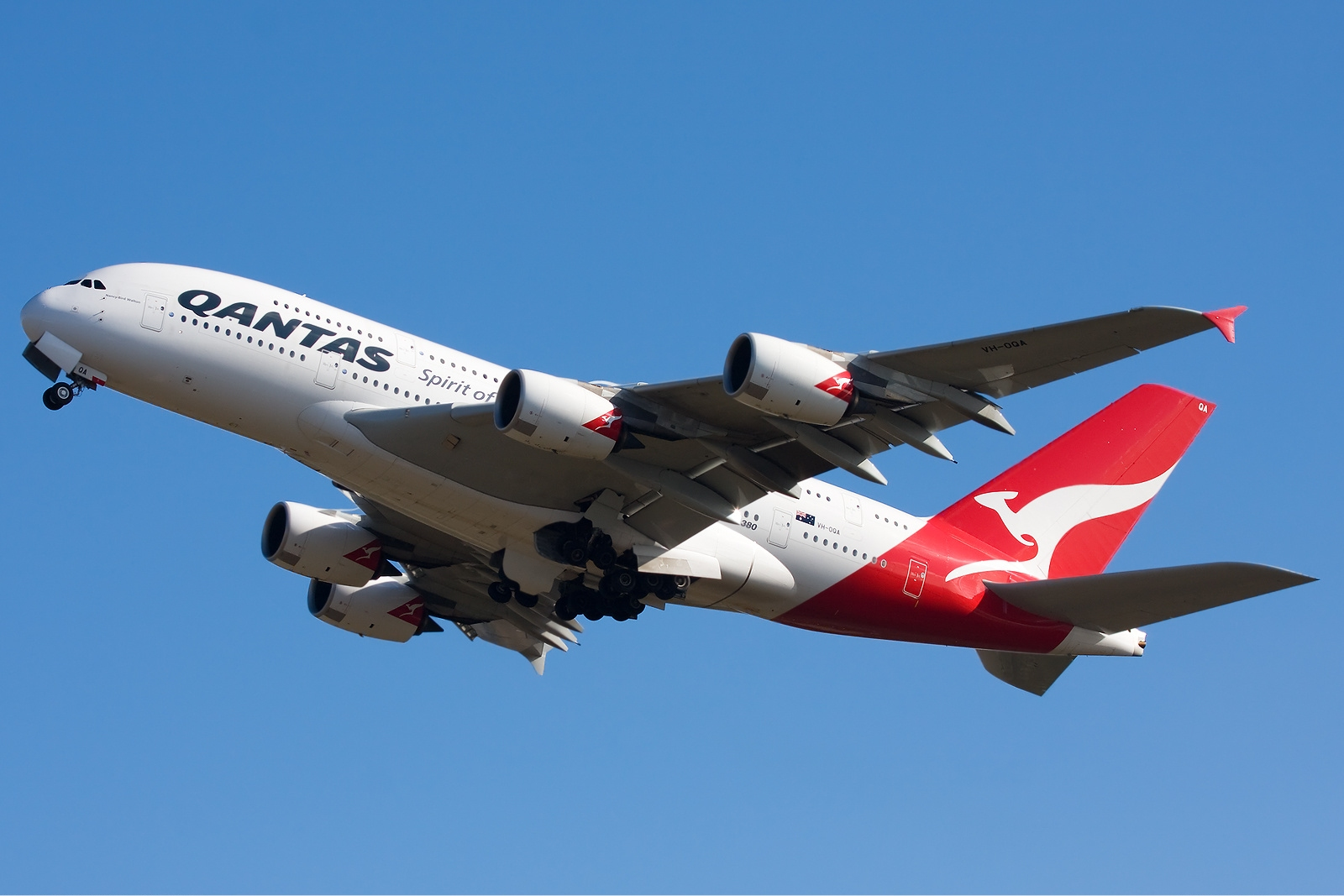
طائرة airbus a380 أكبر طائرة ركاب

أما أول طائرة أثقل من الهواء يمكن التحكم في طيرانها كانت الطائرة الشراعية، ونجحت واحدة صممها المهندس الإنجليزي جورج كايلي في الطيران عام 1853.

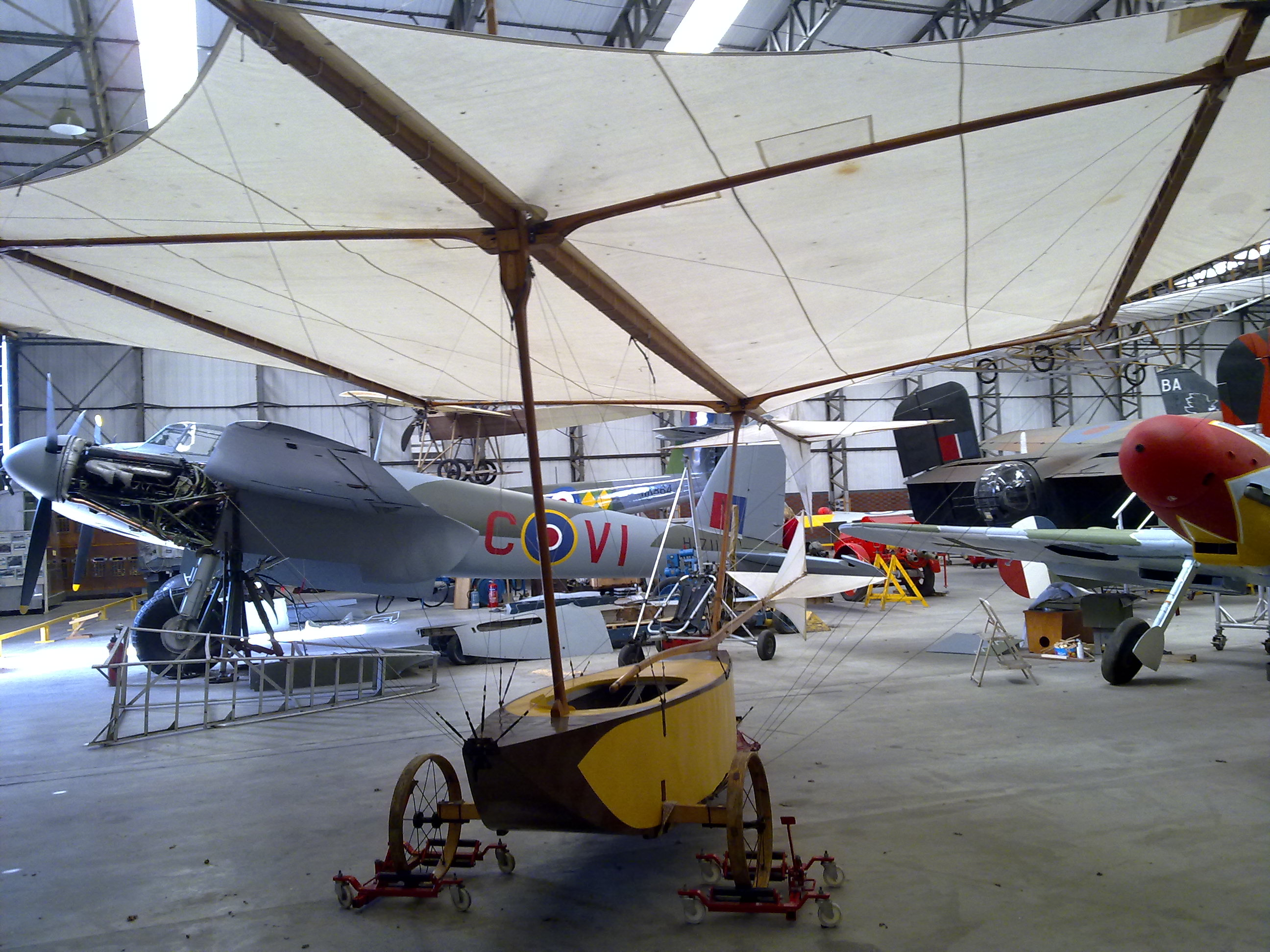
طائرة جورج كايلي الشراعية)

ويعدّ الأخوان رايت أول من نجح في اختراع طائرة أثقل من الهواء ثابتة ثابتة الأجنحة ذات محرك.

و بجانب طرق توليد قوة الدفع تميز الطائرات ثابتة الأجنحة بخصائص جناحيها ومن أهمها:
• عدد الأجنحة: ذات سطح واحد Monoplane أو سطحين biplane(زوجين من الأجنحة فوق بعض).
• دعائم الجناح.
• سطح الجناح وخصائصه الهوائية.
• موضع الموازن الأفقي.
• زاوية ديهردل.
الطائرات العمودية
تستخدم الطائرات العمودية ريش دوارة لتوليد قوة الرفع اللازمة، حيث يتحقق فرق الضغط اللازم للرفع نتيجة دوران الريش وتحريكها للهواء.
أنواعها:
•Helicopters: تُدار الريش الدوارة بواسطة العمود الدوار للمحرك فتقوم بدفع الهواء لأسفل لتوليد الرفع. وتتحرك الطائرة هنا للأمام عن طريق إمالة الريش الدوارة للأمام فيذهب الهواء المدفوع لأسفل إلى الخلف مولدا قوة دفع تحرك الطائرة للأمام.

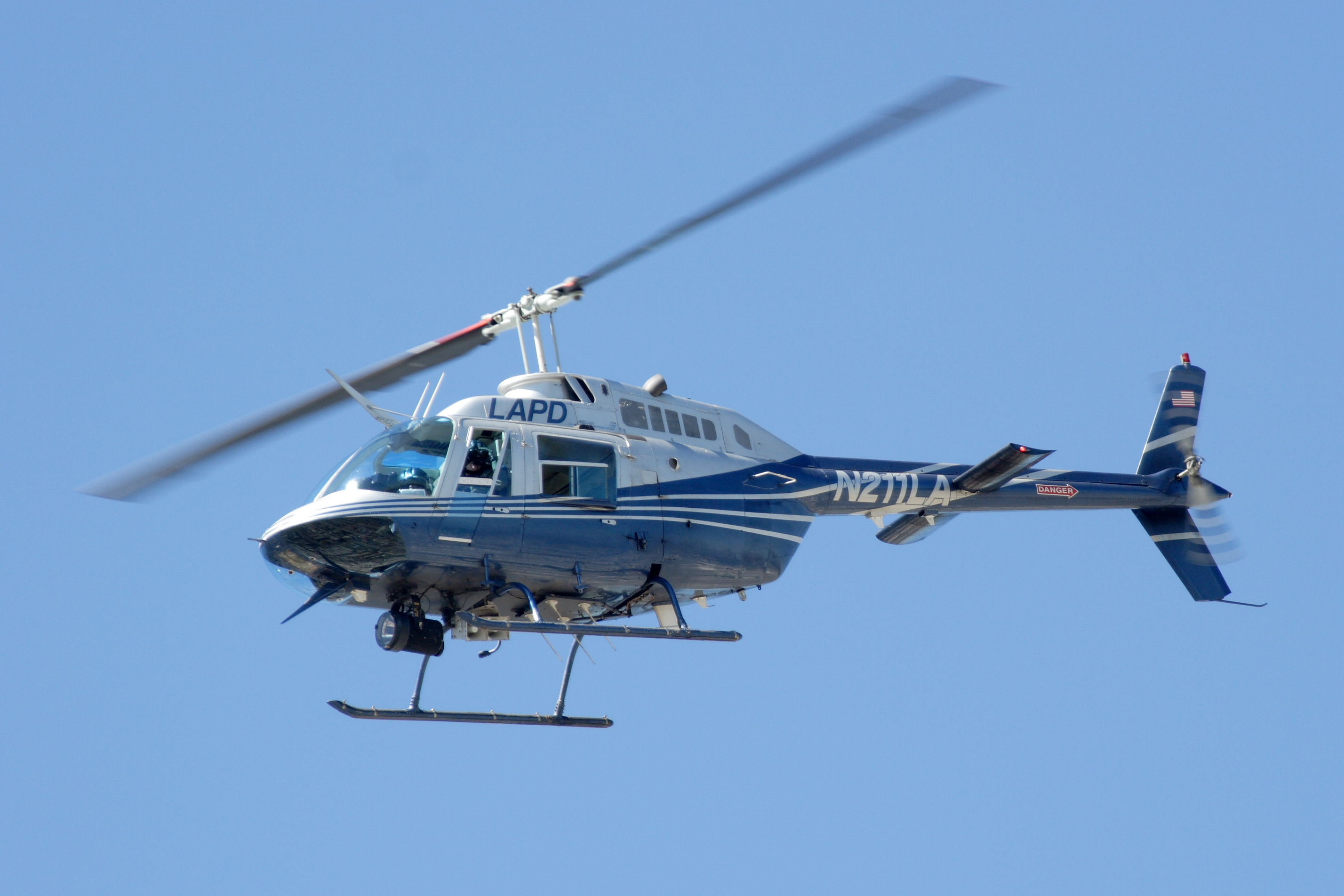
Helicopter

•Autogyros: يختلف هذا النوع عن المروحية في أن الريش الدوارة لا تكون متصلة بالعمود الدوار للمحرك.

عندما تتحرك الطائرة للأمام يقابل الهواء الريش بنفس سرعة الطائرة فيجعلها تدور وعند سرعة معينة يتحقق عندها فرق الضغط اللازم على الريش ترتفع الطائرة لأعلى.

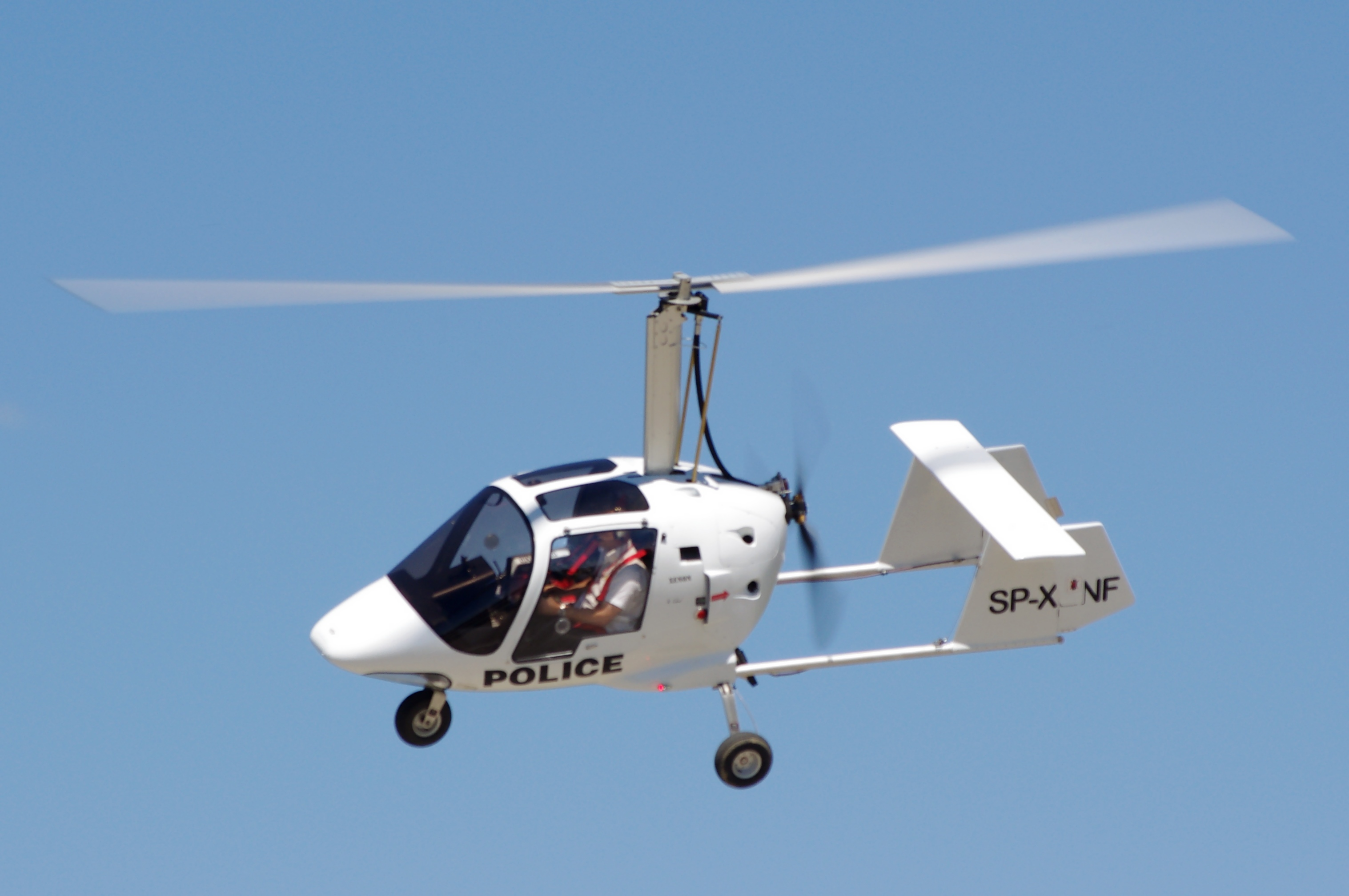
Autogyro

فيديو يوضح إقلاع Autogyro
•Cyclogyros: يعدّ هذا النوع من أحدث الطائرات وفيه تدور الأجنحة حول محور أفقي مولدة كل من قوة الرفع وقوة الدفع ويحدث الإقلاع والهبوط بشكل رأسي ومازالت تحت التطوير والاختبار.
ويوضح هذا الفيديو فكرة عمل الـ Cyclogyros

## الأسس العلمية لصناعة الطائرات
تستخدم في صناعة الطائرات أحدث أنواع التكنولوجيا التي توصل إليها العلم على الإطلاق كان ذلك في مجال خلط المعادن المرتبط بالهيكل الخارجي للطائرة أو بالعلوم الإلكتروميكانيكية المتعلقة بنظام التحليق والهبوط في الطائرة.
أما جسم الطائرة الخارجي فهو مصنوع من سبيكة من الفولاذ والألمنيوم وهي سبيكة تعطي قوة الفولاذ وخفة الألمنيوم، وجسم الطائرة يتكون من صفائح من هذه السبيكة متصلة بعضها ببعض عن طريق وصلات اسفينية رباعية أو سداسية الصفوف كالمستخدمة في بناء المراجل البخارية مما يعطي لهذه الوصلات قوة شد كبيرة وقوة تحمل ضغط أكبر. يمنع عادة المهندسون والعاملون في صناعة هياكل الطائرات من استخدام أقلام الرصاص لاحتوائها على الكربون الذي يتفاعل بدوره مع الألمنيوم مشكلا ثقوبا وفجوات في جسم الطائرة
وقد دخلت معادن كثيرة حديثا في صنع هياكل الطائرات خاصة إن كنا نتحدث عن هياكل الطائرات الحربية التي أدخل على هياكلها تعديلات كثيرة لامتصاص موجات الرادارات والتخفي وتحمل القذائف الصاروخية.
أما المحركات في الطائرة فتعتمد مبدأ الدفع النفاث في الطائرات الأفقية وتتكون عادة من عدة مراوح ضخمة تصطف خلف بعضها البعض مشكلة المحرك الذي يعمل على مادة الكيروسين المشتقة من البترول.
أما في الطائرات العمودية فتعتمد على أربعة شفرات تقوم بالدوران وسحب الهواء نحو الأسفل ليرتفع الجسم بدوره نحو الأعلى، اما تقدمها للأمام والخلف فيكون ذلك بميل الشفرات الدوراة بكلا الاتجاهين.
قوانين:
- أرخميدس
- قوانين نيوتن
- طفو
- معادلات نافيير ستوكس
- ظاهرة كواندا
- قانون بيرنولي

## أنواع الدفع

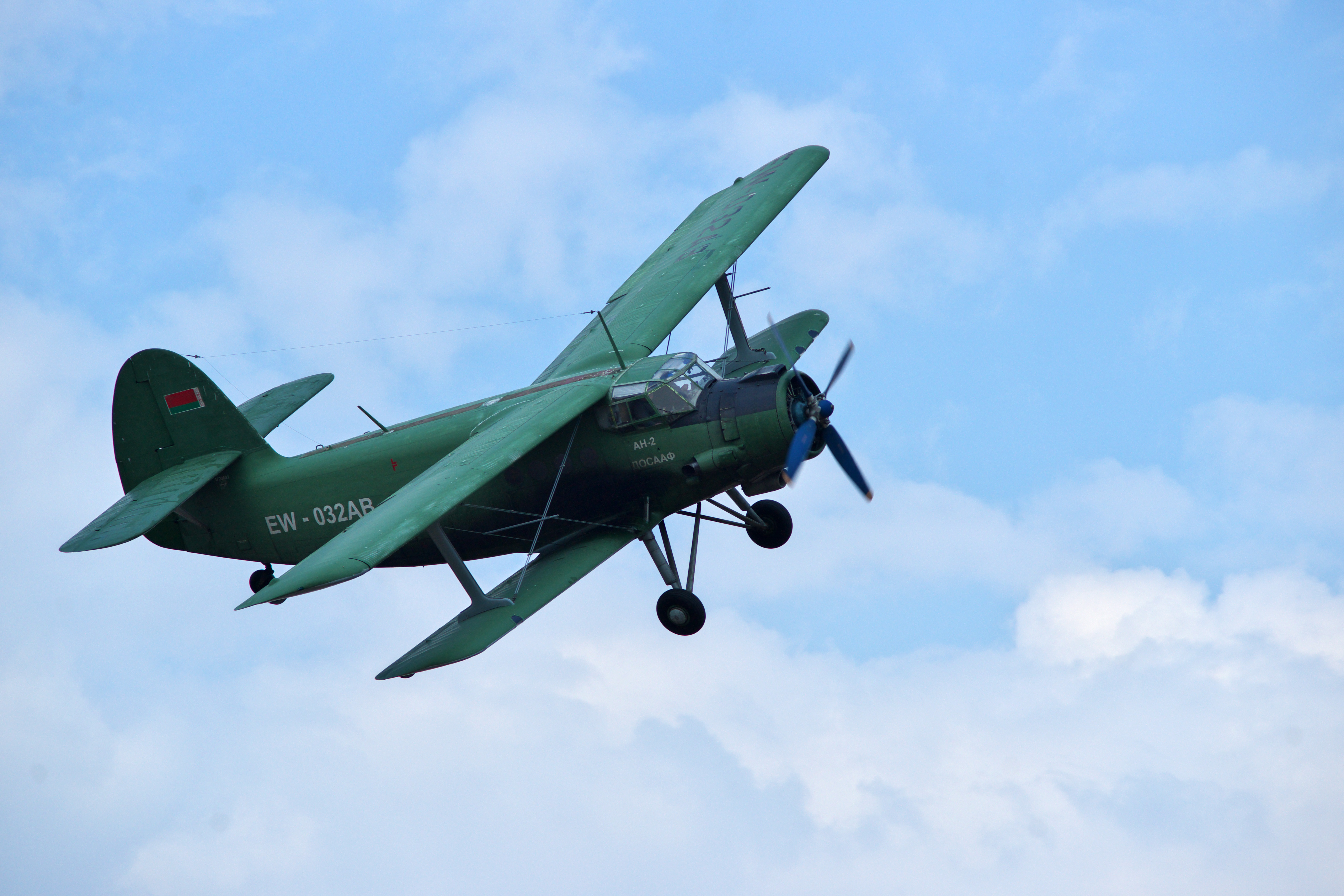
طائرة أنتونوف An-2 ثنائية السطح

مروحة الطائرة تحول الحركة الدورانية من المحرك أو مصدر طاقة آخر إلى تيار هوائي دوامي يدفع المروحة للأمام أو للخلف. وهي تتألف من محور دوار مدفوع بالطاقة، متصل به شفرتان أو أكثر من شفرات الجناح.  تشمل ثلاثة أنواع من محركات الطيران المستخدمة لتشغيل المراوح المحركات الترددية (أو محركات المكبس) والتوربينات الغازية والمحركات الكهربائية . يتم تحديد مقدار الدفع الذي يولده المروحة، جزئيًا، من خلال مساحة قرصها - المساحة التي تدور من خلالها الشفرات. الحد الأقصى لسرعة الشفرة هو سرعة الصوت ؛ فعندما يتجاوز طرف الشفرة سرعة الصوت، تقلل موجات الصدمة من كفاءة المروحة. الحد الأقصى لسرعة الطائرات المروحية هو ماخ 0.6. وتم تصميم بعض الطائرات لتتحرك بسرعة أكبر من ذلك باستخدام محركات نفاثة.

### محرك ترددي
للمحركات الترددية في الطائرات ثلاثة أنواع رئيسية: شعاعي ، وخطي ، ومسطح أو أفقي متعاكس . المحرك الشعاعي هو محرك احتراق داخلي ترددي، حيث تشعّ الأسطوانات للخارج من علبة المرافق المركزية، مثل أسلاك العجلة، وكان يُستخدم بشكل شائع في محركات الطائرات قبل انتشار محركات التوربينات الغازية. أما المحرك الخطي فهو محرك ترددي ذو صفوف من الأسطوانات، واحدة تلو الأخرى، بدلاً من صفوف من الأسطوانات، ولكل صف أي عدد من الأسطوانات، ونادراً ما يزيد عن ست أسطوانات، وقد يكون مبرداً بالماء. أما المحرك المسطح فهو محرك احتراق داخلي ذو أسطوانات متعاكسة أفقياً.

### توربين غازي
يتكون محرك التوربين الغازي التوربيني من مدخل هواء، وضاغط، وغرفة احتراق، وتوربينة، وفوهة دفع، تُزوّد هذه الفوهة المروحة بالطاقة من عمود عبر تروس تخفيض. تُوفّر الفوهة الدفعية نسبةً ضئيلةً نسبيًا من قوة الدفع التي تولّدها المروحة التوربينية.

### محرك كهربائي

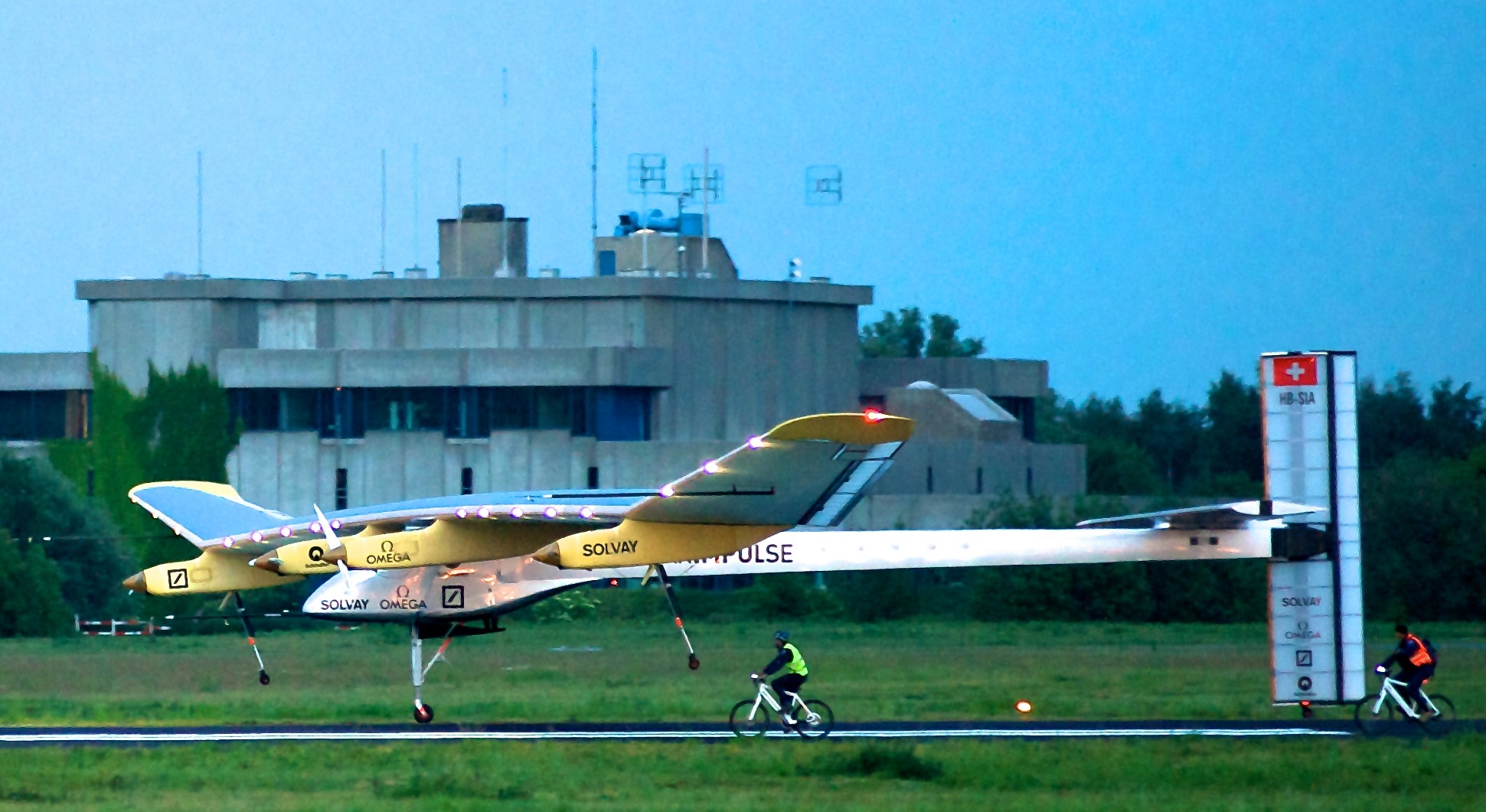
سولار إمبلس 1 ، طائرة تعمل بالطاقة الشمسية بمحركات كهربائية.

تعمل الطائرات الكهربائية بمحركات كهربائية، حيث تأتي الكهرباء من خلايا الوقود أو والخلايا الشمسية أو المكثفات الفائقة أو إشعاعات الطاقة،  أو البطاريات. حاليًا، تُعتبر الطائرات الكهربائية الطائرة في الغالب نماذج أولية تجريبية، بما في ذلك الطائرات المسيرة ولكن تتوفر بعض نماذج الإنتاج في السوق.

### محرك نفاث
تُدفع الطائرات النفاثة بمحركات نفاثة، تُستخدم لأن القيود الديناميكية الهوائية للمراوح لا تنطبق على الدفع النفاث. تُعد هذه المحركات أقوى بكثير من المحركات الترددية في الحجم أو الوزن، وهي هادئة نسبيًا وتعمل بكفاءة على ارتفاعات أعلى. تشمل أنواع المحركات النفاثة محركي محرك نفاث تضاغطي ومحرك نفاث فرطي، اللذين يعتمدان على سرعة هواء عالية وهندسة سحب لضغط هواء الاحتراق قبل إدخال الوقود وإشعاله. تُوفر محركات الصواريخ الدفع عن طريق حرق الوقود باستخدام مؤكسد وطرد الغاز عبر فوهة.

## مكونات الطائرة

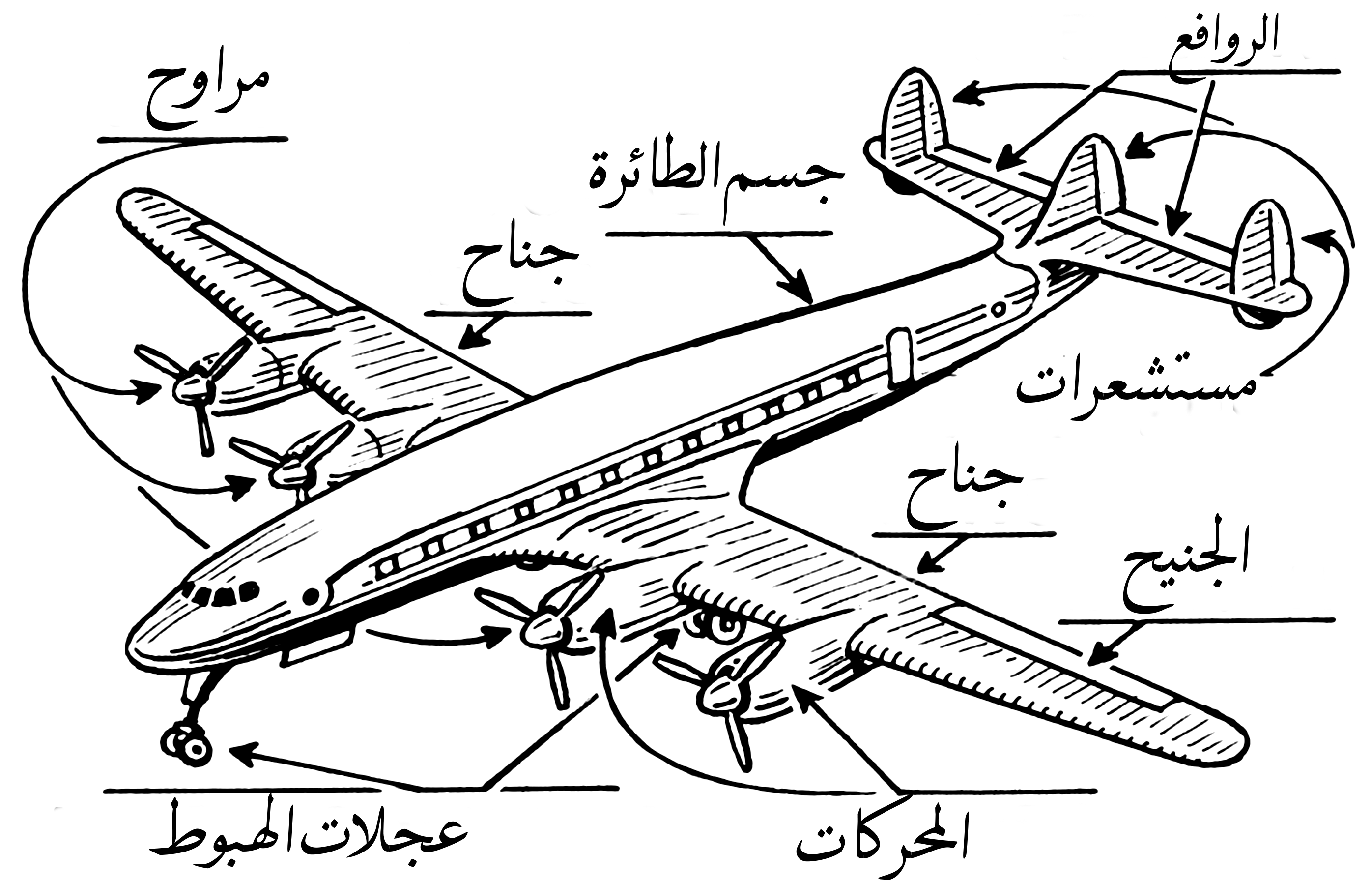
رسم توضيحي لمكونات الطائرة.

- أجنحة الطائرة.
- مجموعة الذيل.
- أنظمة الهيدروليك.
- أنظمة الملاحة.
- أنظمة الاتصالات.
- أنظمة الوقود.
- محركات الطائرة.
- عجلات الطائرة.

## علوم متصلة
الطائرات آلات معقدة جدا لذلك تتدخل في صناعتها العديد من العلوم العلوم الهندسية فعلوم الإلكتروميكانيك تدخل مثلا في نظام الملاحة في الطائرة أو ما يعرف ب إلكترونيات الطيران الذي يضم أيضا الرادارات بأنواعها في حين تدخل علوم الديناميكية الحرارية في دراسة تأثير المحيط على الطائرة وتأثير الطائرة في محيطها وقضايا تتعلق بالدفع والوقود إلخ. أما علوم السريان فتنظر إلى خصوصيات الطائرة في تدفقها في الهواء. أما في العصر الحالي فأصبحت الطائرة هي منتج لأكثر من هذه العلوم. علم الديناميكا الهوائية.
مؤاثرات القوة:
وتؤثر على الطائرة أربع قوى:
أولًا: قوة الدفع trusht force.
ثانيًا: قوة المقاومة الهوائية drag force وكلا التأثيرين الأول والثاني أفقيين.
ثالثًا: قوة الرفع lift force.
رابعًا: قوة الجاذبية gravity force وكلا التأثيرين الثالث والرابع عاموديين.

## وصلات خارجية
- فيديو يبين طريقة عمل الطائرة على يوتيوب